# Pun háborúk

Róma (zöld) és Karthágó (barna) birtokában lévő területek változása a pun háborúk során

A pun háborúk az egymással vetélkedő két hatalmas ókori állam, Róma és Karthágó között a Földközi-tenger nyugati részének uralmáért és új területek szerzéséért vívott három háború. A pun háborúk eredményeként vált Róma a Földközi-tenger medencéjének urává.

## Első pun háború (Kr. e. 264–241)
Az első pun háború a gazdag Szicília birtoklásáért folyt, amelynek nagy része a Kr. e. 3. század 70-es éveiben Karthágó fennhatósága alá került.
A háború Kr. e. 264-ben kezdődött. A rómaiak sikeres hadműveleteket folytattak a szárazföldön, és elfoglalták a szicíliai Messana városát (Kr. e. 264), majd szövetségre léptek Siracusával és Kr. e. 262-ben birtokukba vették Karthágó szicíliai birtokainak jelentős részét. Karthágó tengeri fölényének ellensúlyozására a rómaiak létrehozták hajóhadukat, amely fényes győzelmet aratott Mylaenál (Kr. e. 260) és az Ecnomus-foknál (Kr. e. 256). A rómaiak partra szálltak Észak-Afrikában, de Kr. e. 255-ben a karthágói zsoldossereg megsemmisítő csapást mért rájuk. Ezzel a hadműveletek ismét Szicíliába tevődtek át. A rómaiak sikerei végül békekötésre kényszerítették Karthágót (Kr. e. 241), ennek értelmében Róma megkapta Szicíliát Siracusa és környékének kivételével, és a karthágóiak nagy összegű hadisarc fizetését vállalták. A vereség hatására a zsoldosok felkelést robbantottak ki Karthágóban, amit Róma újabb területek elfoglalására használt fel (Szardínia és Korzika). Ez tovább növelte a feszültséget a két állam között.

## Második pun háború (Kr. e. 218–201)

A pun sereg útvonala a második pun háborúban

A második pun háborút Karthágónak az a törekvése váltotta ki, hogy helyreállítsa az első pun háborúban megrendült hatalmi helyzetét.
A karthágói sereg már Kr. e. 237-től Hamilcar Barcas, majd Hasdrubal parancsnoksága alatt jelentős sikereket ért el Hispániában. A karthágói sereg új főparancsnoka, Hannibál Kr. e. 219-ben elfoglalta Hispániában a Rómával szövetséges Saguntum várost, ami új háború kirobbanásához vezetett.
Hannibál Kr. e. 218-ban 100 000 főnyi seregével és 37 harci elefántjával Hispániából a Pireneusokon és az Alpokon át Itáliába vonult. A római sereg visszavonulásra kényszerült, majd súlyos vereséget szenvedett Trebiánál (Kr. e. 218) és a Trasimenus-tónál (Kr. e. 217). A diktátorrá megválasztott Quintus Fabius Maximus Verrucosus a súlyos helyzetben az ellenfél erőinek meggyengítése érdekében halogató taktikát javasolt. Azonban az összecsapás hívei új ütközetet erőszakoltak ki: Kr. e. 216-ban Cannaenál a római hadsereg igen súlyos vereséget szenvedett. Hannibál előtt megnyílt az út Róma felé, de a város ostromáról lemondott. Időközben Karthágó oldalán hadba lépett Siracusa és Makedónia is, de a római sereg hadműveletei meggátolták aktív részvételüket. Az újjászervezett római hadsereg Scipio parancsnoksága alatt sikeres hadműveleteket folytatott Hispániában, és Kr. e. 209-ben elfoglalta a karthágóiak katonai szempontból egyik legfontosabb városát, Új-Karthágót. Ezzel egy időben a rómaiak Itáliában is sikereket értek el. Az utánpótlási lehetőségektől megfosztott Hannibál segítségére sietett öccse, Hasdrubal, azonban seregét a Metaurus folyónál a rómaiak szétverték (Kr. e. 207). A sikerek lehetőséget teremtettek arra, hogy Scipio serege partra szálljon Észak-Afrikában, Karthágó közelében. A karthágói tanács ekkor visszarendelte Hannibált Itáliából. Kr. e. 202-ben az észak-afrikai Zamánál lezajlott csatában Hannibál serege súlyos vereséget szenvedett. Kr. e. 201-ben Karthágó megalázó békét volt kénytelen kötni Rómával: elvesztette tengerentúli birtokait (Hispánia), nem viselhetett háborút Észak-Afrikában a római senatus beleegyezése nélkül, hatalmas hadisarc fizetésére kötelezték, a hadiflottát ki kellett szolgáltatnia a rómaiaknak.

## Harmadik pun háború (Kr. e. 149–146)
A harmadik pun háborút a Karthágónak a békés időszakban elért gazdasági megújulására féltékeny Róma indította.
A háború kirobbanásához ürügyül szolgált az, hogy a rómaiak által támogatott numídiai király hódító törekvéseit a karthágóiak fegyveres erővel hárították el. Ezt Róma a Kr. e. 201-ben kötött béke megszegésének tüntette fel.
A rómaiak Kr. e. 149-ben partra szálltak Észak-Afrikában, és ostrom alá vették Karthágót. Két évig tartó eredménytelen ostrom után Kr. e. 147-ben ifjabb Scipio lett az ostromló sereg parancsnoka. Körülzárta a várost, mely az éhezés miatt végül Kr. e. 146-ban arra kényszerült, hogy megadja magát. A várost a rómaiak lerombolták, a túlélőket eladták rabszolgának, Karthágó birtokainak egy részét Africa néven provinciává szervezték, másik részét Numidia kapta meg.